# Cuterebra cochisei
Cuterebra cochisei är en tvåvingeart som beskrevs av Curtis W. Sabrosky 1986. Cuterebra cochisei ingår i släktet Cuterebra och familjen styngflugor.
Artens utbredningsområde är Arizona. Inga underarter finns listade i Catalogue of Life.